# Fundo Setorial do Audiovisual
O Fundo Setorial do Audiovisual (FSA) é uma categoria específica do Fundo Nacional da Cultura, destinada ao desenvolvimento da indústria audiovisual no Brasil.
Foi instituído pela Lei 11.437, durante o governo Lula, em 2006. Seus recursos vem principalmente da arrecadação da Contribuição para o Desenvolvimento da Indústria Cinematográfica Nacional (Condecine) e do Fundo de Fiscalização das Telecomunicações (Fistel), tendo chegado a R$ 84 milhões em 2011.
Os recursos do fundo são distribuídos em quatro linhas:
- Linha A - Produção independente de filmes de longa-metragem brasileiros;
- Linha B - Produção independente de obras audiovisuais para TV;
- Linha C - Compra de direitos de distribuição de longa-metragens;
- Linha D - Distribuição de filmes de longa-metragem brasileiros em salas de cinema.

A gestão do fundo é de responsabilidade de um comitê formado por dois representantes do Ministério da Cultura, um da Ancine, um dos agentes financeiros credenciados e dois da indústria audiovisual.
A diferença entre o FSA e outros mecanismos de fomento é a possibilidade de retorno financeiro, com estímulo ao risco do produtor e valorização de resultados comerciais anteriores. Assim, o Estado voltou a assumir a condição de sócio do produtor cinematográfico, investindo recursos reembolsáveis na produção.